# Глазго
Гла́зго (або Ґла́зґо; англ. Glasgow МФА: [ˈɡlaz.ɡo], шотл. Glesga, шотл. гел. Glaschu) — місто на заході Шотландії, на берегах річки Клайд. Адміністративний центр області Глазго.

## Історія

### Заснування
Археологічні знахідки свідчать про те, що перші поселення в долині річки Клайд з'явилися ще в часи неоліту. Пізніше територію сучасного Глазго населяли племена кельтів. У 142—144 роках римляни спорудили в Шотландії так званий вал Антоніна з метою захистити бритів від набігів північних племен. Руїни валу збереглися на околиці Глазго досі. Заснування міста приписується християнському місіонерові святому Мунго. Згідно з легендою, 543 року він заснував монастир на березі річки Молендінар, там, де тепер розташований Кафедральний собор святого Мунго. Легенду записав близько 1185 року монах-аріограф Жослен з Фернесса; вона не підтверджена більше жодними джерелами, проте традиційно Святий Мунго вважається покровителем Глазго, а його зображення присутнє на гербі міста.

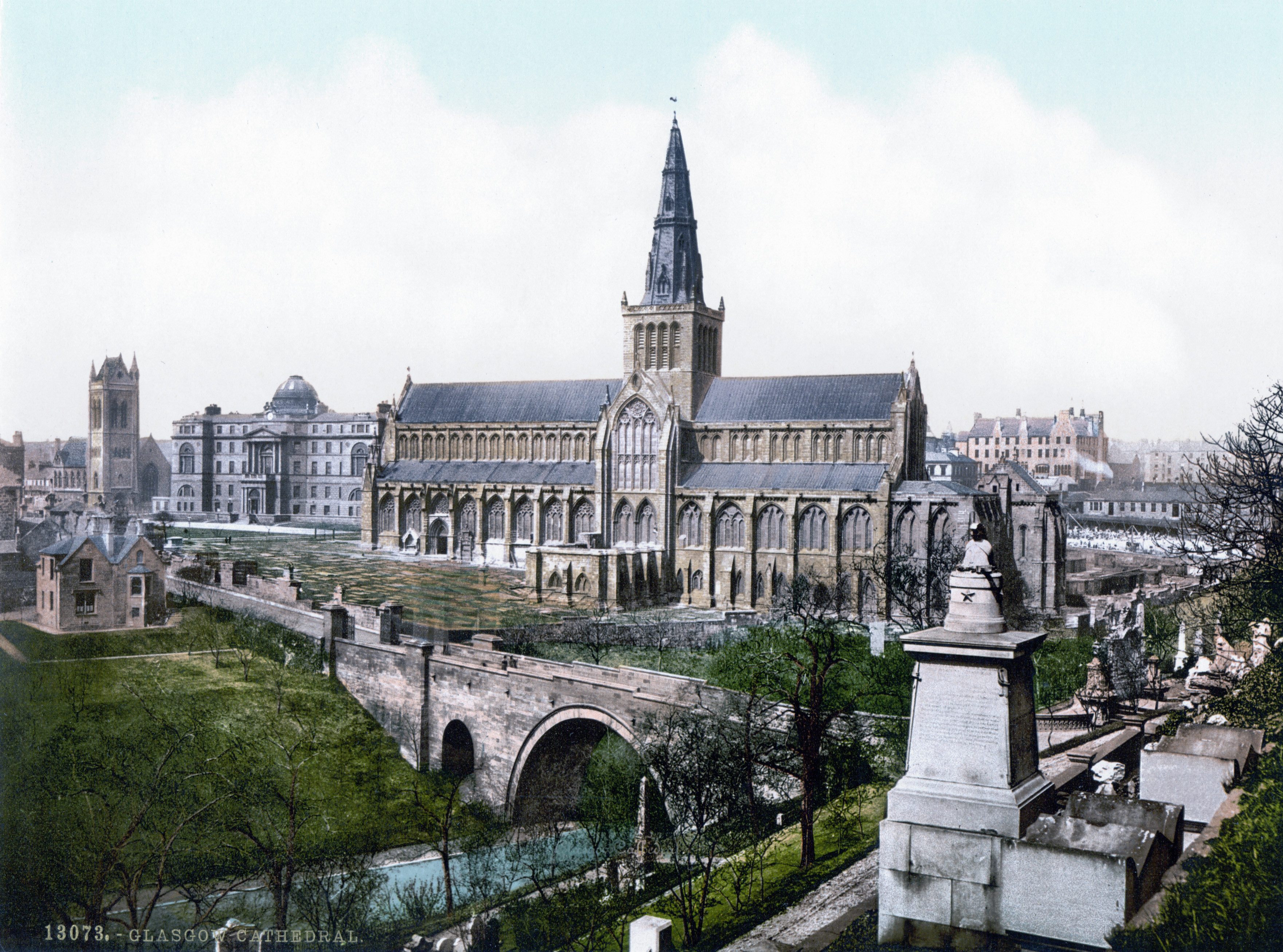
Собор святого Мунго

#### Етимологія
За часів завоювання Британії римлянами поселення на місці Глазго іменувалося Cathures. Уважається, що сучасна назва Глазго сходить корінням до бритських мов і означає «зелена лощина» (від злиття кумбрійських слів glas і cau). Перші форми цієї назви — Glasgu (згадується в 1136 році) і Glesgu (після 1175 року). Менш обґрунтована, але популярна версія, що назву місту дав сам Святий Мунго, назвавши засновану ним общину glas gu, тобто «славна сім'я».

### Середні віки
До кінця XII століття Глазго став важливим релігійним центром регіону, а його населення становило 1,5 тисячі осіб. В 1136 році в присутності короля Давида I відбулося освячення кафедрального собору, зведеного на місці церкви Святого Мунго. Після пожежі собор був заново відбудований і освячений в 1197 році, а в подальші два століття реконструйований. Між 1175 і 1178 роками король Вільгельм I Лев дарував єпархії Глазго статус міста з самоврядуванням. Право вести торгівлю сприяло розвитку міста, особливо після того, як приблизно з 1190 року в його межах почав проводитися щорічний літній ярмарок, що привертав сюди торговців і ремісників. Традиція проводити ярмарок в кінці липня зберігається досі. В 1451 році указом папи Миколая V був заснований університет Глазго, що забезпечило місту статус не тільки релігійного, але й освітнього центру. В 1492 році єпархія Глазго отримала права архієпископства. Попри це, економіка Глазго в часи Середньовіччя була розвинена слабкіше в порівнянні з містами на східному узбережжі Шотландії, географічне положення яких полегшувало торгові стосунки з країнами Європи. Торгівля велася переважно з довколишніми містами та островами.

### Глазго в XIV— XVIII століттях
У 1560 році рішенням Парламенту країна відкинула католицизм та прийняла протестантизм, точніше його пресвітеріанську гілку. В цілому, рух Реформації надав великий вплив Глазго, де була сильна церковна влада. У 1611 році Яків I дарував Глазго статус королівського міста, що означало безпосереднє підпорядкування міста короні. У листопаді 1638 року — незабаром після ухвалення Національного ковенанту — в кафедральному соборі Глазго була зібрана генеральна асамблея, що виступила проти політики короля Карла I зі зміни правил пресвітеріанського богослужіння. В результаті в Шотландії відбулися озброєні конфлікти — спочатку єпископські війни, а потім, в 1644 − 1647 роках, громадянська війна між ковенантерами та роялістами. На щастя, ці конфлікти практично не торкнулися міста. В 1650 році, незабаром після поразки шотландців в битві при Данбарі, у Глазго зупинявся Олівер Кромвель.

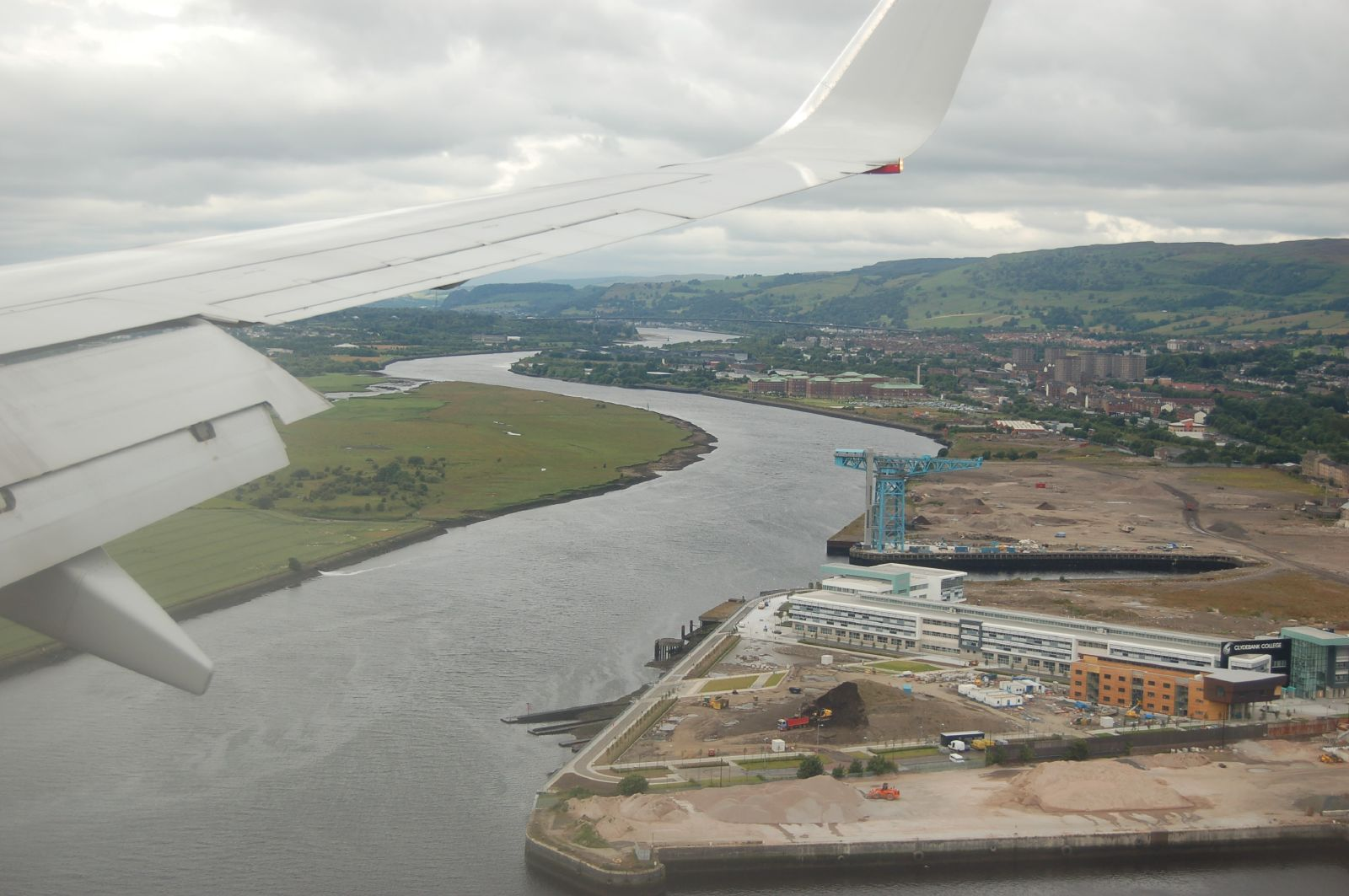
Річка Клайд

Впродовж XVI століття Глазго як і раніше був невеликим провінційним містом. Розташування на березі річки не сприяло розвитку торгівлі внаслідок її мілководдя. У 1557 році внесок Глазго в суму податків, що стягувався з міст Шотландії, становив всього 2 % (що було дуже мало в порівнянні з 25 % внеском Единбурга). Жителі міста займалися в основному різними ремеслами — ткацтвом, дубленням шкір, виробництвом меблів, гончарством тощо. Зростання економіки почалося після об'єднання Англії та Шотландії під владою короля Якова I в 1603 році.  Бурхливому розвитку не перешкодили ані епідемія чуми 1647 року, ані пожежі 1652 і 1677 років (під час першої була спалена майже третина міста). До середини XVII століття Глазго посунув сусідній Перт з четвертого місця за обсягом торгівлі в країні, а в 1670 році, обігнавши Данді та Абердин, поступався лише столиці Шотландії — Единбургу.

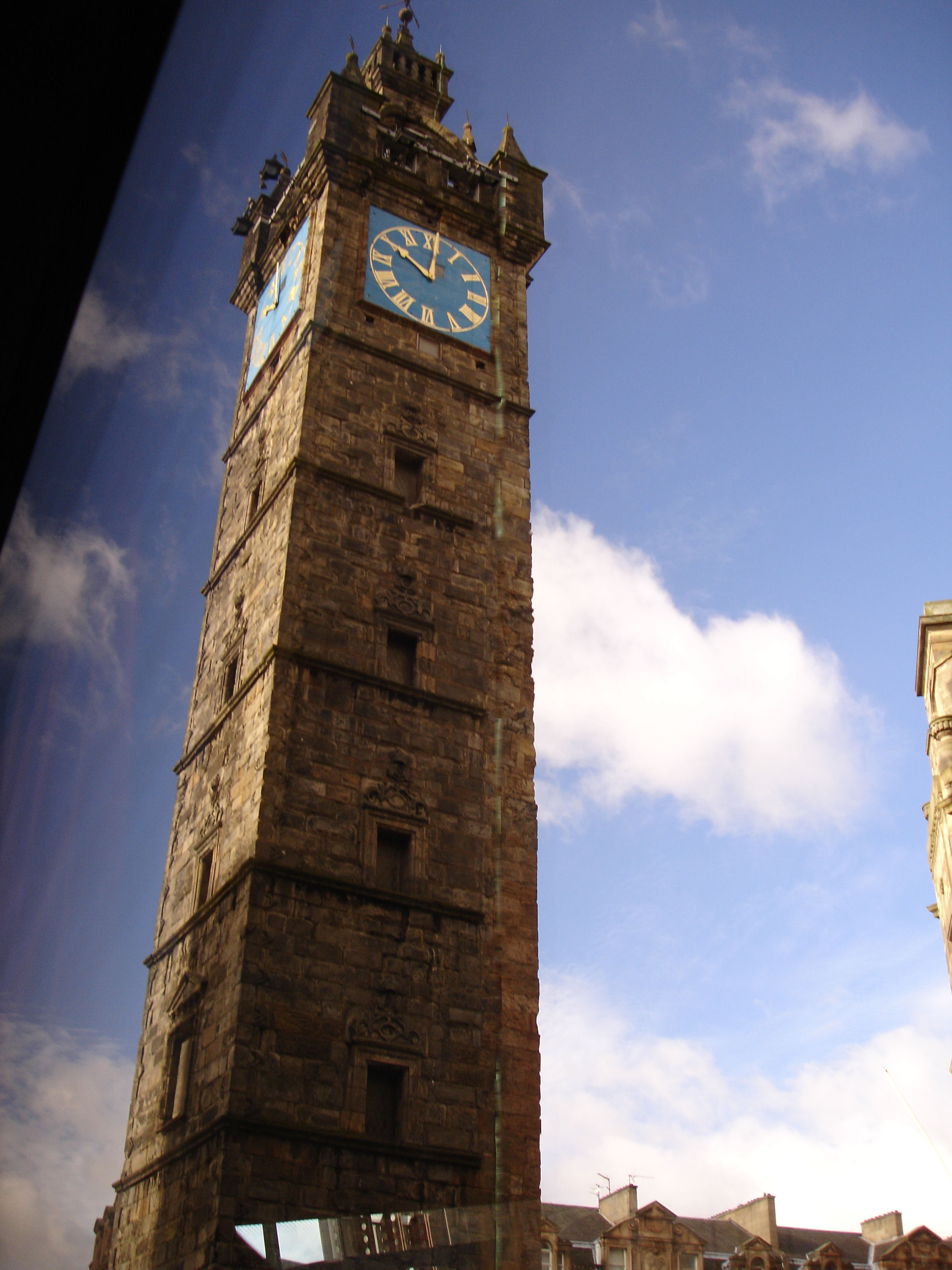
Башта — частина будівлі муніципалітету

Економічному зростанню сприяло безліч чинників. Зовнішня торгівля почала розвиватися після того, як в 1668 році в селі Ньюарк (сучасна назва — Порт-Глазго), де гирло річки було ширше, за ініціативою міської ради був побудований порт для обслуговування потреб купців Глазго. З 1674 року, з прибуттям в порт першого вантажу тютюну, почалася трансатлантична торгівля. В колонії своєю чергою відправлялися кораблі з вугіллям, тканинами та іншими товарами. У той же період почалося зростання індустрії:
- 1667 — відкрилися миловарні та цукрово-рафінадна фабрика;
- 1680—1730 — було налагоджено паперове, скляне та цегляне виробництво;
- 1711 — в Гріноку почала функціювати перша корабельня, яка обслуговувала Глазго та довколишні міста;
- 1736 — відкрилися фабрики з виробництва пресованого тютюну, ткацька та металургійна фабрики;
- 1740 — запрацювали фарбувальні майстерні.

Змінювалася й зовнішність міста. Після спустошливих пожеж влада заборонила використання деревини, тому з того часу будинки зводилися тільки з каміння та за єдиним зразком. В 1636 році було побудовано будівлю муніципалітету, в 1649 і 1661 роках відкриті відповідно шпиталь Гатчесона та бібліотека при університеті Глазго. Перша міська газета — Glasgow Courant — почала друкуватися з 1715 року. Даніель Дефо, що побував в Глазго в 1723 році, залишив опис міста в книзі «Подорож по всьому острову Велика Британія»:
| Поза всяким сумнівом, Глазго — прекрасне місто. Головні вулиці хороші та просторі, а забудовані краще, ніж де б то не було. Всі будівлі — кам'яні та зазвичай поєднуються одна з одною як заввишки, так і зовнішністю фасадів. Їх нижні поверхи зазвичай спираються на квадратні доричні колони, а не на круглі стовпи, що додає як міцності, так і краси будівлям. Зведення між ними ведуть в лавки. Одним словом, це найчистіше, красиве та найкраще влаштоване місто Британії, за винятком Лондона. [33] |
До кінця XVIII століття найквітучішими галузями стали металургія, імпорт тютюну — до 47 мільйонів фунтів щорічно, — і виробництво тканини (особливо Глазго відоме тонким батистом). За півстоліття з 1755 року населення зросло втричі, склавши до 1801 року 77 тисяч осіб. З провінційного міста Глазго перетворилося на індустріальний центр регіону, а на початок XIX століття стало найшвидще зростаючим містом Великої Британії.

### Глазго в XIX столітті
У XIX столітті населення продовжувало зростати швидкими темпами, переважно за рахунок ірландських емігрантів. Майже третина з них осіла в селах на околицях Глазго та була зайнята в текстильній промисловості. Інші заполонили нетрі, наймалися на фабрики і ферми. Наслідком збільшення емігрантів стали перенаселення та антисанітарія в бідних кварталах, що призводило до епідемій віспи, висипного тифу та холери.

## Географія

### Клімат
Погода в Глазго формується під впливом теплих повітряних потоків з океану, де протікає тепла течія Гольфстрим. Тому температури в Глазго вищі, аніж в містах, що розташовані на тій же широті на континенті. Клімат відрізняється помірністю, проте погода достатньо мінлива. Зими теплі й вологі, літо — прохолодне (максимальна температура липня зазвичай не перевищує 20 °C). Для Глазго характерні західний вітер і підвищена (в порівнянні з іншими регіонами Шотландії) хмарність. Найнижча температура (−15 °C) була зафіксована 15 лютого 1936 року Найвища температура (45 °C) була зафіксована 31 липня 1900 року
| Клімат Глазго, 1981–2010                                         | Клімат Глазго, 1981–2010 | Клімат Глазго, 1981–2010 | Клімат Глазго, 1981–2010 | Клімат Глазго, 1981–2010 | Клімат Глазго, 1981–2010 | Клімат Глазго, 1981–2010 | Клімат Глазго, 1981–2010 | Клімат Глазго, 1981–2010 | Клімат Глазго, 1981–2010 | Клімат Глазго, 1981–2010 | Клімат Глазго, 1981–2010 | Клімат Глазго, 1981–2010 | Клімат Глазго, 1981–2010 |
| Показник                                                         | Січ.                     | Лют.                     | Бер.                     | Квіт.                    | Трав.                    | Черв.                    | Лип.                     | Серп.                    | Вер.                     | Жовт.                    | Лист.                    | Груд.                    | Рік                      |
| Абсолютний максимум, °C                                          | 13,5                     | 14,4                     | 17,2                     | 24,4                     | 26,5                     | 29,6                     | 30,0                     | 31,0                     | 26,7                     | 22,8                     | 17,7                     | 14,1                     | 31,0                     |
| Середній максимум, °C                                            | 6,9                      | 7,4                      | 9,6                      | 12,6                     | 15,9                     | 18,1                     | 19,7                     | 19,2                     | 16,4                     | 12,7                     | 9,4                      | 6,9                      | 12,9                     |
| Середній мінімум, °C                                             | 1,8                      | 1,8                      | 3,0                      | 4,8                      | 7,3                      | 10,1                     | 12,0                     | 11,7                     | 9,7                      | 6,7                      | 4,0                      | 1,7                      | 6,2                      |
| Абсолютний мінімум, °C                                           | −14,8                    | −7,5                     | −8,3                     | −4,4                     | −1,1                     | 1,5                      | 3,9                      | 2,2                      | −0,2                     | −3,5                     | −6,8                     | −14,5                    | −14,8                    |
| Середня кількість сонячних годин на місяць                       | 37,6                     | 66,9                     | 98,6                     | 134,5                    | 180,1                    | 158,9                    | 154,3                    | 146,8                    | 114,9                    | 85,2                     | 54,0                     | 33,1                     | 1265,0                   |
| Днів з дощем                                                     | 17,3                     | 13,2                     | 14,9                     | 11,6                     | 11,9                     | 11,1                     | 12,0                     | 12,8                     | 13,8                     | 16,8                     | 16,0                     | 15,5                     |                          |
| ---------------------------------------------------------------- | ------------------------ | ------------------------ | ------------------------ | ------------------------ | ------------------------ | ------------------------ | ------------------------ | ------------------------ | ------------------------ | ------------------------ | ------------------------ | ------------------------ | ------------------------ |
| Джерело: Met Office та KNMI/Royal Dutch Meteorological Institute |                          |                          |                          |                          |                          |                          |                          |                          |                          |                          |                          |                          |                          |

| Клімат Глазго, 1981–2010                   | Клімат Глазго, 1981–2010 | Клімат Глазго, 1981–2010 | Клімат Глазго, 1981–2010 | Клімат Глазго, 1981–2010 | Клімат Глазго, 1981–2010 | Клімат Глазго, 1981–2010 | Клімат Глазго, 1981–2010 | Клімат Глазго, 1981–2010 | Клімат Глазго, 1981–2010 | Клімат Глазго, 1981–2010 | Клімат Глазго, 1981–2010 | Клімат Глазго, 1981–2010 | Клімат Глазго, 1981–2010 |
| Показник                                   | Січ.                     | Лют.                     | Бер.                     | Квіт.                    | Трав.                    | Черв.                    | Лип.                     | Серп.                    | Вер.                     | Жовт.                    | Лист.                    | Груд.                    | Рік                      |
| Абсолютний максимум, °C                    | 13,5                     | 14,3                     | 18,9                     | 24,0                     | 27,4                     | 29,6                     | 30,1                     | 31,2                     | 26,7                     | 23,9                     | 16,0                     | 14,6                     | 31,2                     |
| Середній максимум, °C                      | 6,4                      | 6,9                      | 9,0                      | 11,7                     | 15,0                     | 17,4                     | 19,2                     | 18,9                     | 16,2                     | 12,4                     | 9,1                      | 6,4                      | 12,4                     |
| Середній мінімум, °C                       | 1,2                      | 1,3                      | 2,5                      | 3,9                      | 6,2                      | 9,0                      | 11,1                     | 10,8                     | 9,1                      | 6,2                      | 3,6                      | 1,1                      | 5,5                      |
| Абсолютний мінімум, °C                     | −17,4                    | −15                      | −12,5                    | −5,4                     | −3,9                     | 1,2                      | 0,8                      | 1,1                      | −4                       | −7,1                     | −10,4                    | −19,9                    | −19,9                    |
| Середня кількість сонячних годин на місяць | 44,7                     | 72,0                     | 103,5                    | 140,1                    | 189,5                    | 161,7                    | 169,9                    | 158,5                    | 117,5                    | 89,1                     | 57,4                     | 44,2                     |                          |
| Норма опадів, мм                           | 153.0                    | 112.3                    | 124.8                    | 67.4                     | 65.3                     | 73.4                     | 77.7                     | 100.9                    | 123.9                    | 142.6                    | 131.7                    | 145.6                    |                          |
| Днів з опадами                             | 18                       | 13                       | 17                       | 13                       | 11                       | 12                       | 13                       | 12                       | 14                       | 17                       | 18                       | 16                       |                          |
| ------------------------------------------ | ------------------------ | ------------------------ | ------------------------ | ------------------------ | ------------------------ | ------------------------ | ------------------------ | ------------------------ | ------------------------ | ------------------------ | ------------------------ | ------------------------ | ------------------------ |
| Джерело: MetOffice                         |                          |                          |                          |                          |                          |                          |                          |                          |                          |                          |                          |                          |                          |

## Населення
Населення в 1960-х роках досягало 1,1 млн осіб, але зараз скоротилося до 578 тис. осіб. Проте Глазго залишається найбільшим містом Шотландії. За даними перепису населення 2001 року, чоловіки становлять 47,07 % населення, а жінки 52,93 %. Відсоток повнолітніх жителів, що не одружені, значно вищий, аніж у середньому по Шотландії, і становить 40,98 %. Відсоток жителів, що володіють гельською мовою, становить 0,94 %.

### Демографічні дані
| Динаміка чисельності населення Глазго в 1755—2001 роках. |        |        |         |         |         |           |           |           |           |           |         |         |         |         |
| 1755                                                     | 1780   | 1801   | 1821    | 1891    | 1911    | 1921      | 1931      | 1939      | 1951      | 1961      | 1971    | 1981    | 1991    | 2001    |
| 23 500                                                   | 42 000 | 77 000 | 147 000 | 783 000 | 784 000 | 1 034 000 | 1 088 000 | 1 088 000 | 1 079 000 | 1 055 000 | 897 000 | 881 000 | 681 000 | 629 501 |

### Етнічний склад

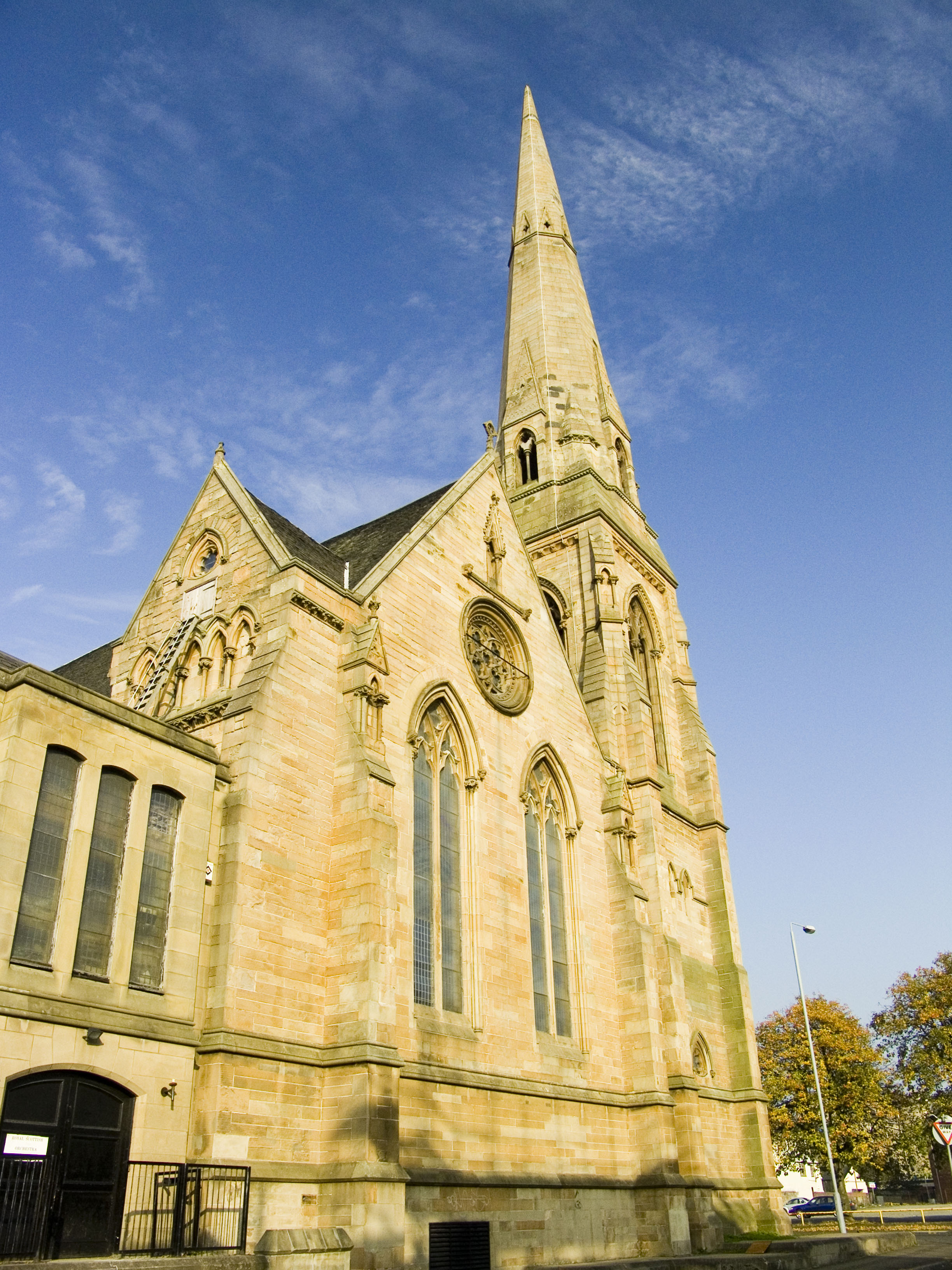
Приходська церква

Хоча, згідно з переписом, переважну більшість міського населення складають шотландці — 89,62 %, — Глазго можна назвати найбагатонаціональнішим містом Шотландії. Тут найвища в країні чисельність кольорового населення. Особливо велика пакистанська діаспора (половина від усіх пакистанців Шотландії — 15 тисяч осіб). Крім того, у Глазго проживає 4,11 % англійців, 1,59 % ірландців, 1,07 % уродженців країн Європи, 0,72 % індусів (чверть загальношотландської кількості), 0,67 % китайців, 0,31 % темношкірих, 0,17 % валлійців, 0,04 % вихідців з Бангладешу, а також нечисленні групи представників інших національностей.

### Релігія
Згідно з опитуванням, проведеним під час перепису населення, релігійні вірування в Глазго розподіляються таким чином. Дві третини населення вважають себе християнами, причому 31,5 % від загального числа — це прихильники церкви Шотландії, а 29,2 % — католики. Трохи менше чверті населення — атеїсти (22,7 %). Частки прихильників інших конфесій достатньо невеликі — це 3,1 % мусульман, 0,4 % сикхів, 0,2 % буддистів, 0,2 % юдеїв і 0,2 % індуїстів.
У місті чотири християнські кафедральні собори (собор Святого Мунго, собор Святого Андрія, собор діви Марії та собор Святого Луки), 13 мечетей  (і зокрема найбільша в Шотландії), 7 синагог. Крім того, є індуїстський храм, а у 2007 році був побудований храм для прихильників сикхізму.

## Адміністративний поділ
Глазго складається з 21 адміністративного округу, від кожного з яких обирається 3 або 4 члени міської ради:
| 1. | Лінн               |
| 2. | Ньюлендс (Олдберн) |
| 3. | Грейтер-Поллок     |
| 4. | Крейтон            |
| 5. | Ґован              |
| 6. | Поллокшилдс        |
| 7. | Лангсайд           |

| 8.  | Саутсайд-Сентрал           |
| 9.  | Калтон                     |
| 10. | Андерстон (Сіті)           |
| 11. | Гіллгед                    |
| 12. | Патрік-Вест                |
| 13. | Гарскадден (Скотстаунгілл) |
| 14. | Драмчепел (Аннісленд)      |

| 15. | Мерігілл (Келвін) |
| 16. | Канал             |
| 17. | Спрінгберн        |
| 18. | Іст-Сентр         |
| 19. | Шеттлстон         |
| 20. | Бейллістон        |
| 21. | Норт-Іст          |

### Вест-Енд
Це космополітична частина міста є зосередженням модних кафе, барів, дорогих магазинів, клубів, ресторанів і готелів. Головна вулиця — Байрс-Роуд. В межах Вест-Енду розташовані: університет Глазго (його головна визначна пам'ятка), парк Келвінгроув, штаб-квартира телекомпанії ВВС Scotland, ботанічний сад, Шотландський виставковий центр, спортивна арена Келвін-Гол і декілька музеїв — галерея Келвінгров, галерея Гантера та музей транспорту, який, втім, у 2009 році перемістився до гавані, у нову будівлю за проєктом Захи Хадіда. У Вест-Енді влаштувалися більшість студентів міста. Щорічно в червні його територія стає місцем проведення фестивалю Вест-Енд, найбільшої фестивальної події року.

### Іст-Енд

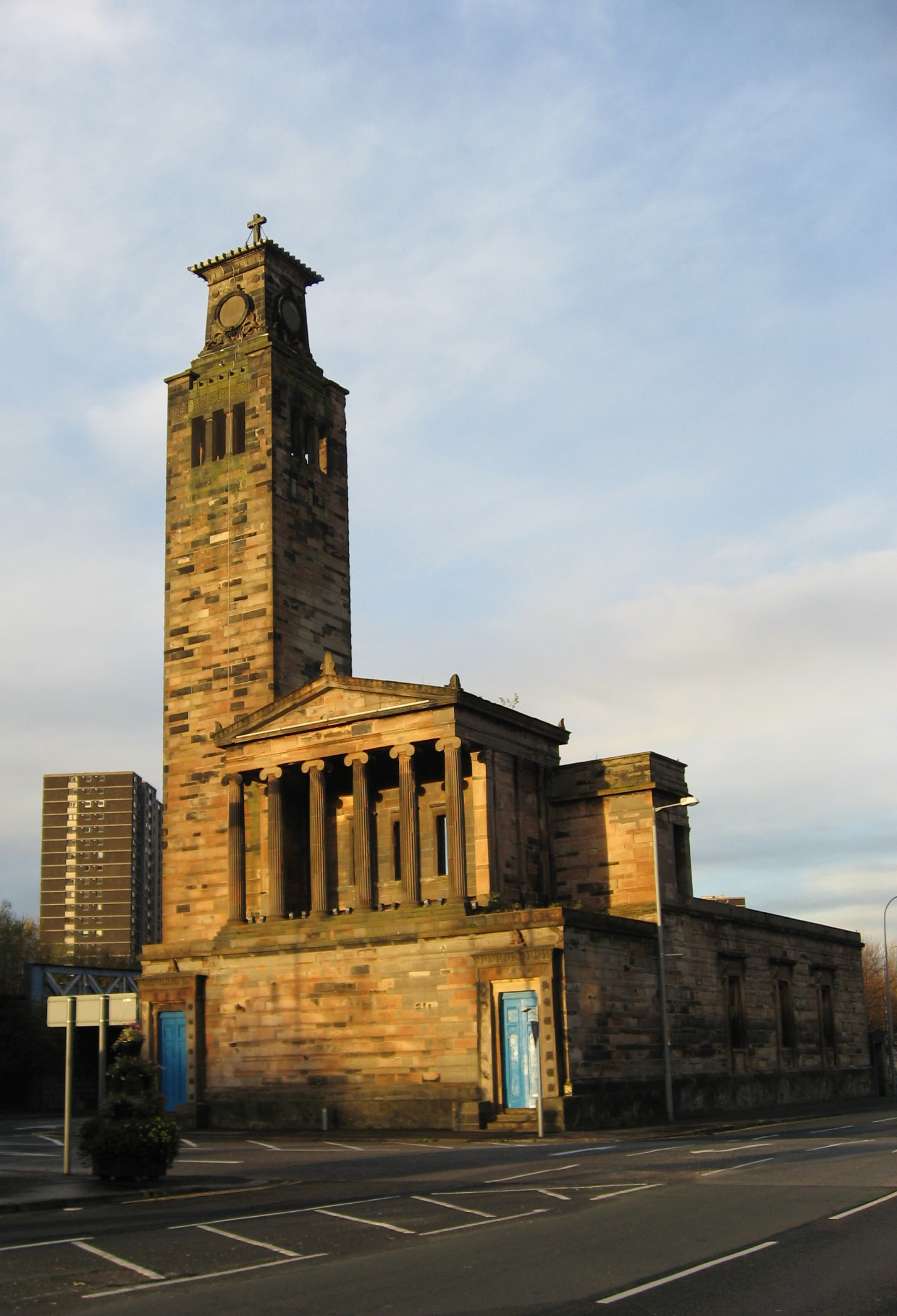
Каледонська церква

Головними орієнтирами цієї старої частини міста є годинникова башта Трон-Стіпл і собор Святого Мунго. На пагорбі поблизу від собору розташоване міське кладовище, з 1831 року є місцем поховання видатних містян. В центрі кладовища знаходиться статуя шотландського релігійного реформатора Джона Нокса. Інші визначні пам'ятки — маєток Прованд, ринок Баррас, концертний зал Берровленд, старий міський парк Глазго-Грін (де, починаючи з XII століття, проводиться щорічний ярмарок) і футбольний стадіон Селтік-Парк. На жаль, крім іншого в Іст-Енді зосереджені найбідніші квартали міста.

## Архітектура
Середньовічна архітектура Глазго практично не збереглася, за винятком кафедрального собору Святого Мунго. У минулому його оточувала безліч церковних споруд, з яких нині залишився маєток Прованд. На жаль, на відміну від Единбурга, у сучасному Глазго можна зустріти достатньо мало споруд, споруджених раніше XIX століття. Найпримітніші з них — годинникова башта Трон-Театр, що збереглася з 1529 року, башта муніципалітету та будівля Торгового дому, побудована в 1791—1794 роках архітектором Робертом Адамом.
Значна частина архітектурної спадщини міста належить до XIX та початку XX століття, коли Глазго по праву вважався другим містом Британської імперії. Будинки цього періоду збудовані в найрізноманітніших стилях, від венеційського до неокласичного. Будівля Ка-д'Оро (1872), що є яскравим прикладом венеційського стилю та спроєктована архітектором Ганіменом під враженням від однойменного палацу в Венеції.
Архітектори, що зіграли значну роль в зміні зовнішності міста:
- Александер Томсон[en] — спроєктував ряд споруд в неогрецькому стилі (за пристрасть до якого його називали греком), зокрема Каледонську церкву (1857);
- Чарльз Ренні Макінтош — один з засновників стилю Арт Нуво в Шотландії, за проєктом якого були побудовані: Школа мистецтв (1899), церква Квінс-Кросс (1899), будинок Прихильників мистецтва (1901) та багато інших будівель;
- Джордж Гілберт Скотт — творець кафедрального собору діви Марії (1893);
- Норман Фостер — автор проєкту концертного залу Клайд, відомішого під назвою Броненосець (1997).

## Культура

### Музеї та галереї

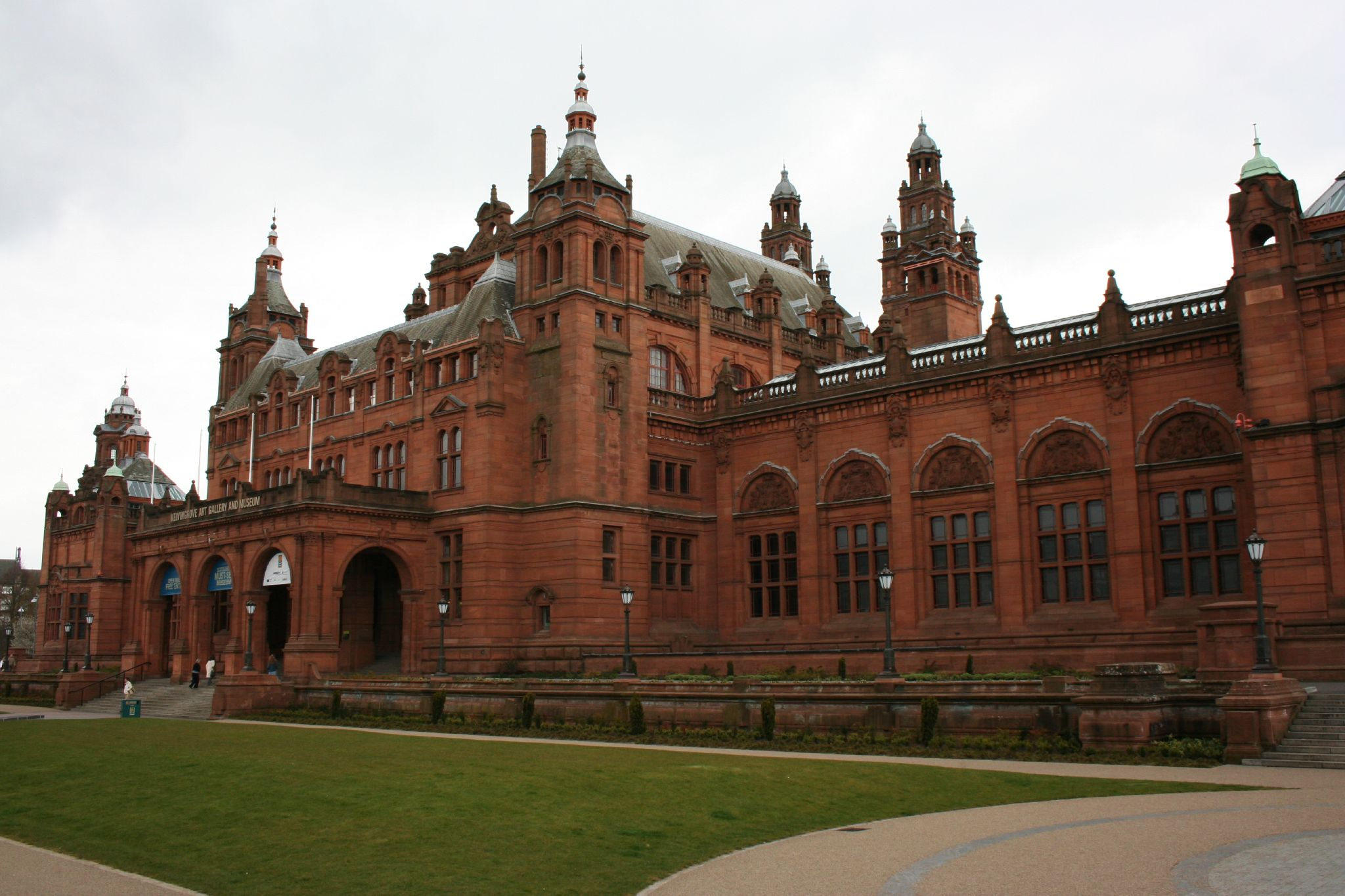
Художня галерея і музей Келвінгроув

Найзначніша колекція живопису та об'єктів мистецтва представлена в галереї Келвінгроув, най відвідуванішому музеї Шотландії. Серед його експонатів — полотна Рембрандта, Рубенса, Тіціана, Деґа, Ван Гога, Моне, Пікассо, Далі. Не менш примітне зібрання Баррела. Близько 9 тисяч експонатів, в 1944 році дарованих місту підприємцем і філантропом Вільямом Баррелом, ілюструють мистецтво різних країн і епох — це роботи майстрів Стародавнього Китаю, Єгипту, Греції та Риму, полотна імпресіоністів (у тому числі Дега й Сезанна), скульптура, предмети середньовічного та ісламського мистецтва, колекція зброї, гобелени та вітражі. Інші музеї та галереї Глазго:
- Галерея сучасного мистецтва (серед експонатів — роботи Воргола та Гокні)
- Художня галерея Гантера
- Галерея Маклеллана
- Народний палац
- Маєток Поллока
- Музей релігійного життя та мистецтва Святого Мунго
- Шотландський національний музей сільського життя

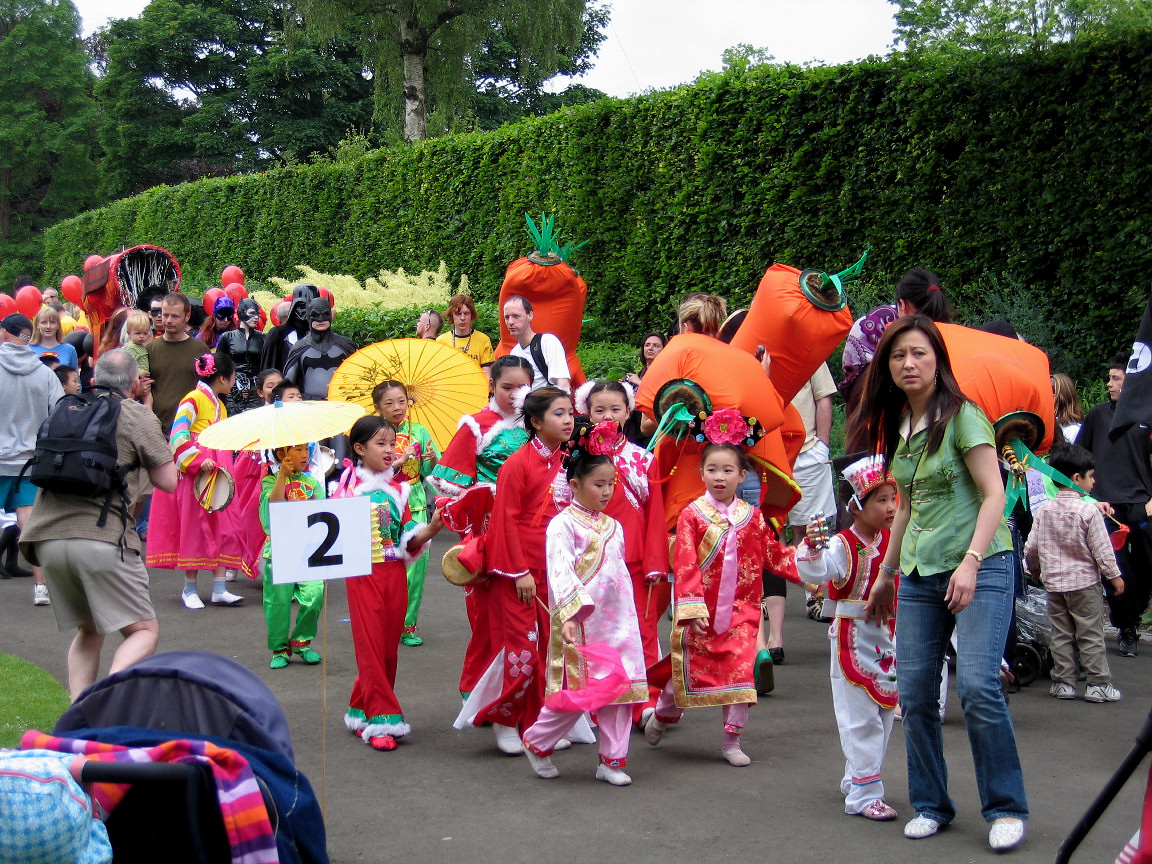
Вулична хода на фестивалі Вест-Енд

- Шотландський музей футболу
- Шотландський музей школи

### Фестивалі
В Глазго фестивалі проводяться впродовж всього року. Найзначніші з них:
- Celtic Connections — фестиваль кельтської музики, проводиться починаючи з 1994 року в січні;
- Міжнародний джазовий фестиваль — проводиться починаючи з 1989 року в червні;
- Фестиваль Вест-Енд — проводиться починаючи з 1996 року в червні. Найбільша фестивальна подія року, що включає виступи вуличних театрів, музичні і танцювальні заходи, карнавальні ходи, паради та ін.;[50]
- Фестиваль Мерчант-Сіті — проводиться починаючи з 2002 року у вересні;
- Glasgay — фестиваль мистецтв геїв, лесбійок, бісексуалів та трансгендерів, проводиться починаючи з 1997 року в листопаді.

### ЗМІ

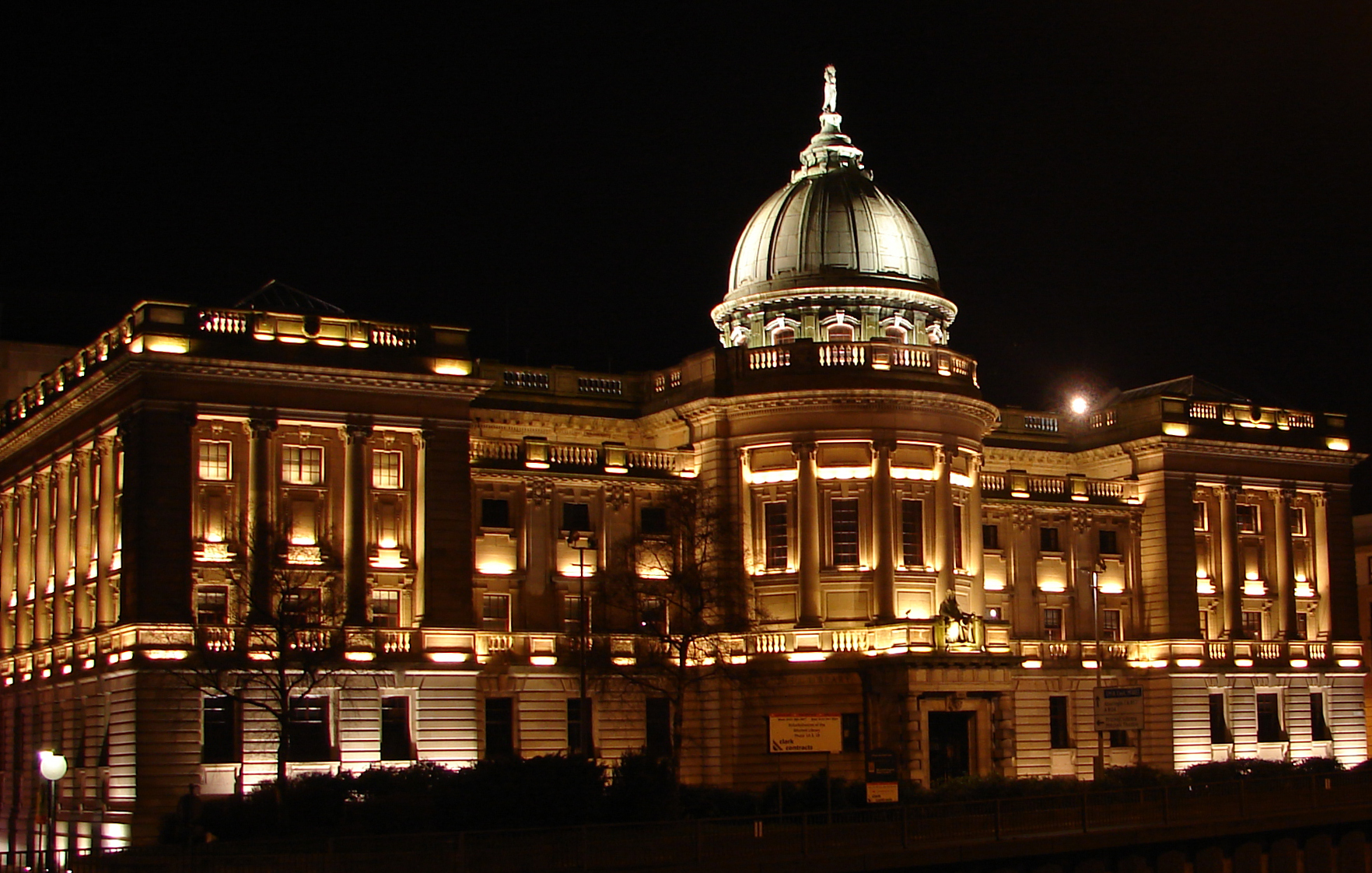
Бібліотека Мітчелла

В Глазго базується значна кількість офісів різних ЗМІ, як міських, так і регіональних. Зокрема, це:
- Штаб-квартира телекомпанії BBC Scotland, шотландського підрозділу BBC, і радіостанції BBC Radio Scotland
- Головні офіси газет Daily Record, що розповсюджуються на території Шотландії, Evening Times, Sunday Mail і The Herald
- Регіональні редакції британських газет The Sun, Daily Mail, The Times і The Sunday Times
- Редакції місцевих міських газет The Digger, The Glaswegian, The Glasgow East News

### Бібліотеки
У місті є 37 публічних бібліотек і, зокрема, найбільша довідкова бібліотека Європи — бібліотека Мітчелла, заснована в 1877 році за заповітом тютюнового магната Стівена Мітчелла. Її фонди містять 1,3 мільйона книг і 35 тисяч мап, а також фотографії, мікрофільми та архів газет.

## Освіта

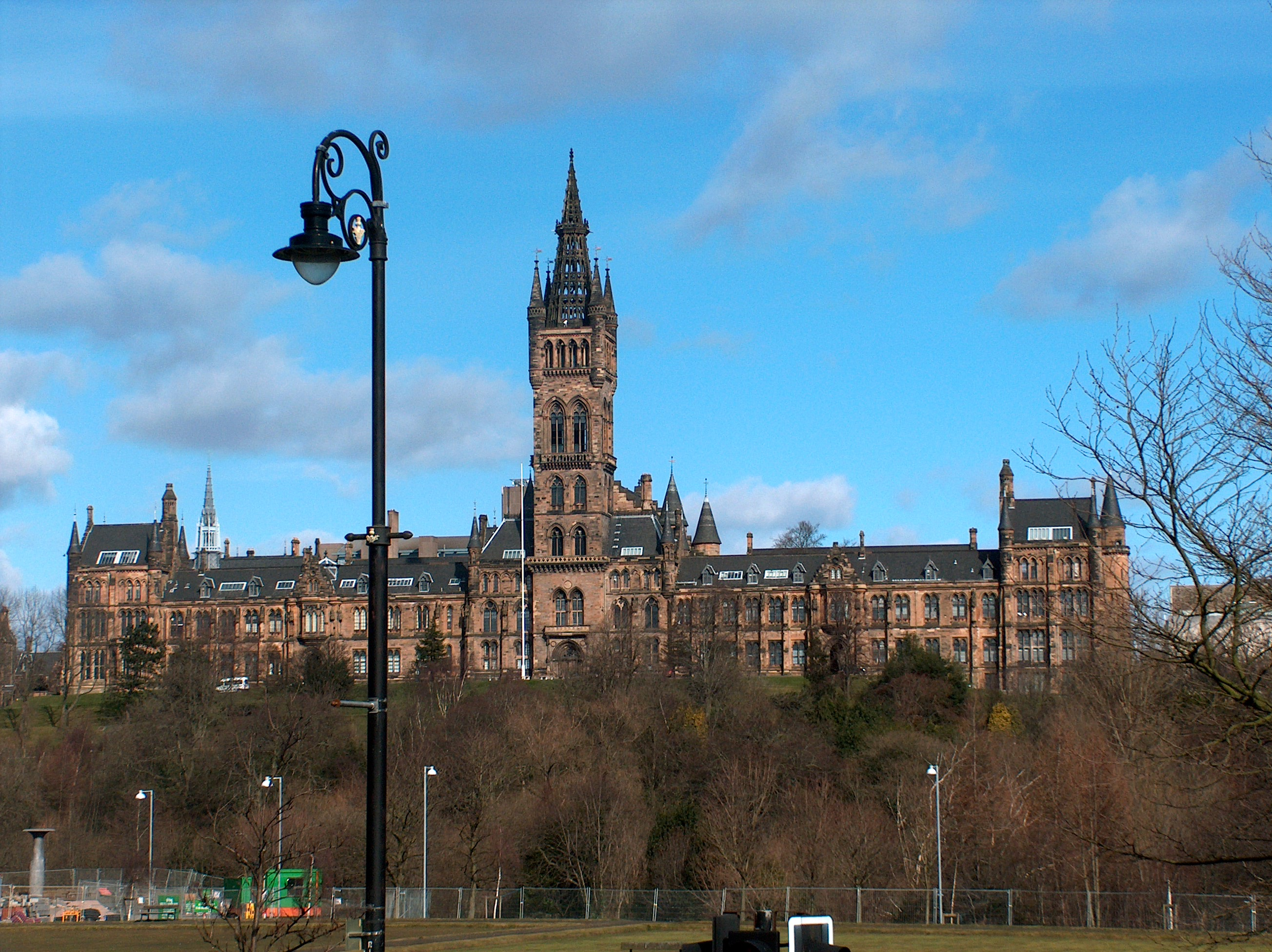
Університет Глазго

У Глазго розташовані 184 початкові школи та 29 середніх шкіл, а також 34 школи, у яких навчаються діти з особливими освітніми потребами. У декількох школах викладання ведеться гельською мовою.
ВНЗ міста:
- Університет Глазго — заснований в 1451 році, є другим за датою заснування в Шотландії (після Сент-Ендрюського). На 9 факультетах університету навчається понад 23 тисячі студентів;[64]
- Університет Стратклайда — заснований в 1796 році, на його 5 факультетах навчається понад 25 тисяч студентів;[64]
- Університет Каледонії (Глазго) — заснований як коледж в 1875 році, отримав статус університету в 1993 році, на 3 його факультетах навчається понад 17 тисяч студентів[64].

Крім університетів в місті є ряд коледжів і академій — Шотландська королівська академія музики та драми, Школа мистецтв, Морський коледж, Коледж комерції та інші. За кількістю студентів — 168 тисяч осіб — Глазго займає перше місце в Шотландії та друге в Великій Британії (після Лондона).

## Спорт

### Футбол

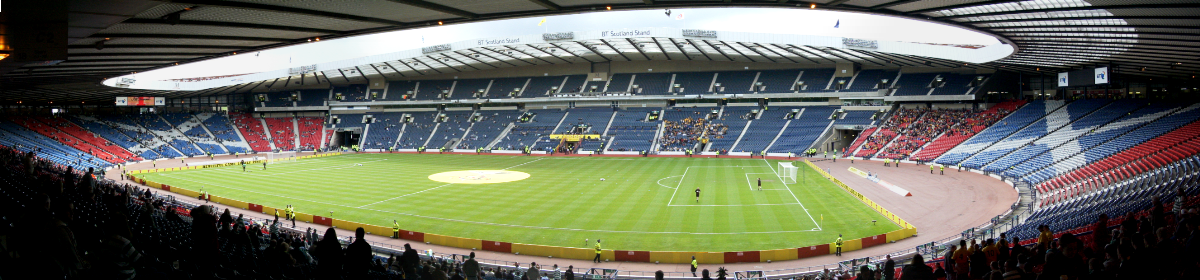
Стадіон Гемпден-парк

Глазго — батьківщина футбольних клубів «Селтік», «Рейнджерс» і «Партік Тісл», а також любительського клубу «Квінз Парк», що виступає в другому дивізіоні шотландської футбольної ліги. Крім них в Глазго базувалося ще 6 клубів — «Клайд» (нині в Камбернолді) та «Терд Ланарк», «Камбусленг», «Порт-Глазго Атлетік» (нині в Порт-Глазго), «Кавлерс» і «Клайдсдейл», що припинили своє існування. Три футбольні стадіони Глазго займають перші місця за місткістю серед футбольних стадіонів Шотландії — це Селтік Парк, Гемпден-Парк і Айброкс-Парк (місткість відповідно 60 832, 52 670 і 51 082 осіб). Примітний той факт, що Глазго був місцем проведення першого у світі міжнародного футбольного матчу, що відбувся 30 листопада 1872 року. Цього дня на полі зустрілися збірні Англії та Шотландії зіграли внічию з рахунком 0:0.

### Ігри Співдружності
Разом з містом Абуджа (Нігерія) Глазго претендував на право прийняти у себе Ігри Співдружності 2014 року. Крім іншого, підставою є наявність вже побудованих спортивних споруд — стадіон Гемпден-Парк, Міжнародний водний центр в Толлкроссі, Національна крита спортивна арена та велодром парк Келвінгроу. У планах — будівництво Шотландської національної арени на території Шотландського виставкового центру (SECC). Заявлена програма ігор включає 17 видів спорту: бадмінтон, бокс, боротьба, боулінг на траві, велоспорт, водні види спорту, гімнастика, дзюдо, легка атлетика, настільний теніс, нетбол (серед жінок), регбі (серед чоловіків), сквош, стрільба, тріатлон, важка атлетика, хокей. Шотландія вже двічі була господарем Ігор Співдружності — у 1970 і 1986 роках ігри проводилися в Единбурзі).

## Транспорт

### Метрополітен
Метрополітен Глазго був відкритий 14 грудня 1896 року, і є третім найстарішим метрополітеном після Лондонського та в Будапешті. Початково використовувався єдиний кабель який приводився в рух паровою машиною, але в 1935 році коли лінія перейшла до власності міста через нерентабельність лінія була електрифікована, але ніколи не була подовжена. В 1977—1980 роках метро було повністю реконструйовано. Одна станція (Merkland Street) була закрита, її замінили на нову станцію Partick, були перебудовані тунелі й станції. Метрополітен називався спочатку Glasgow District Subway, в 1936 році метрополітен був перейменований на Glasgow Underground. Багато жителів Глазго продовжували називати підземку — сабвей. У 2003 році історичну назву Glasgow Subway було повернуто.

### Повітряний транспорт

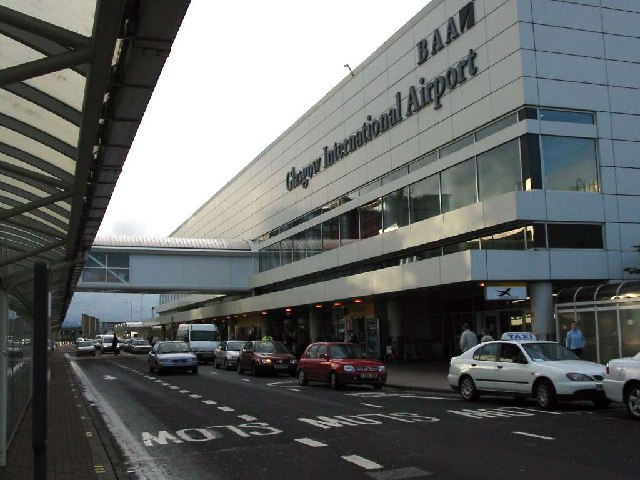
Міжнародний аеропорт

Глазго обслуговують 2 міжнародні аеропорти:
- Міжнародний аеропорт Глазго (GLA) — розташований за 13 км на захід від міста. Є найбільшим аеропортом Шотландії. Здійснює вильоти за більш ніж 80 напрямками. Обсяг пасажирських перевезень складає більше мільйона осіб щомісячно[69] і безперервно підвищується, у зв'язку з чим в січні 2007 року парламентом Шотландії було ухвалено рішення запустити залізничну лінію від центрального вокзалу Глазго до аеропорту. Будівництво почалось у 2008 році, а відкриття лінії намічене на 2010 рік.[70] 30 червня 2007 року в Міжнародному аеропорту Глазго була здійснена спроба теракту.[71]
- Аеропорт Прествіка (PIK) — розташований за 46 км на північний захід від міста в околицях Прествіка. Здійснює вильоти за 27 напрямками[72] і займає третє місце за обсягом авіаперевезень в Шотландії.[73]

Крім основних аеропортів існує менше за розміром льотне поле в околицях Камбернолда (за 29 км на північний схід від міста).

## Відомі уродженці

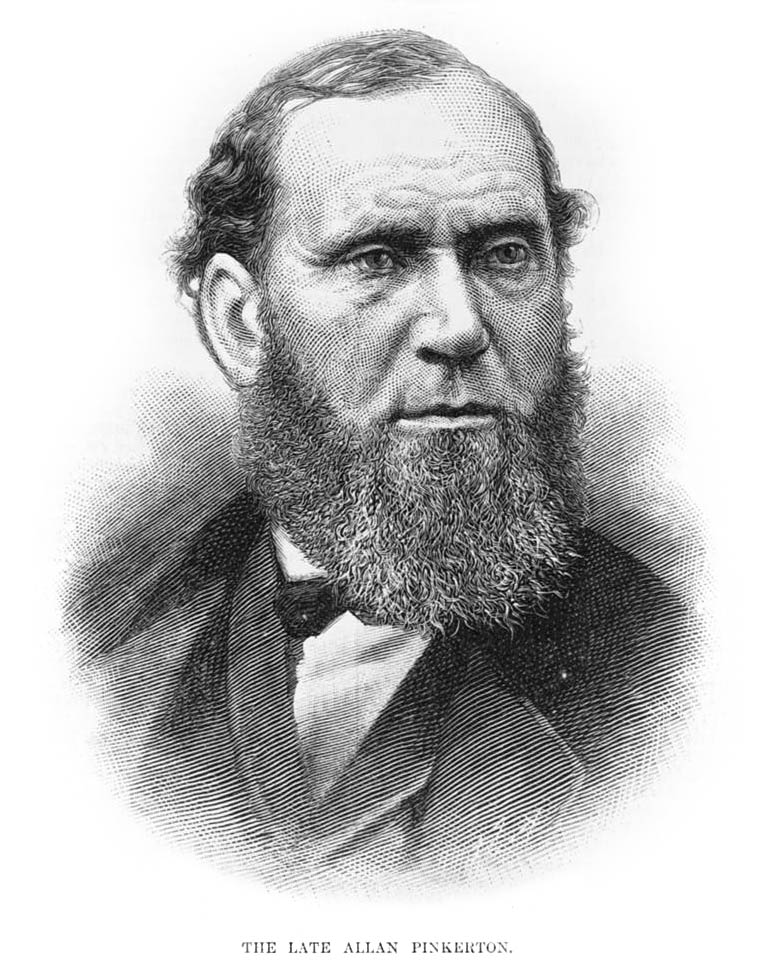
Алан Пінкертон

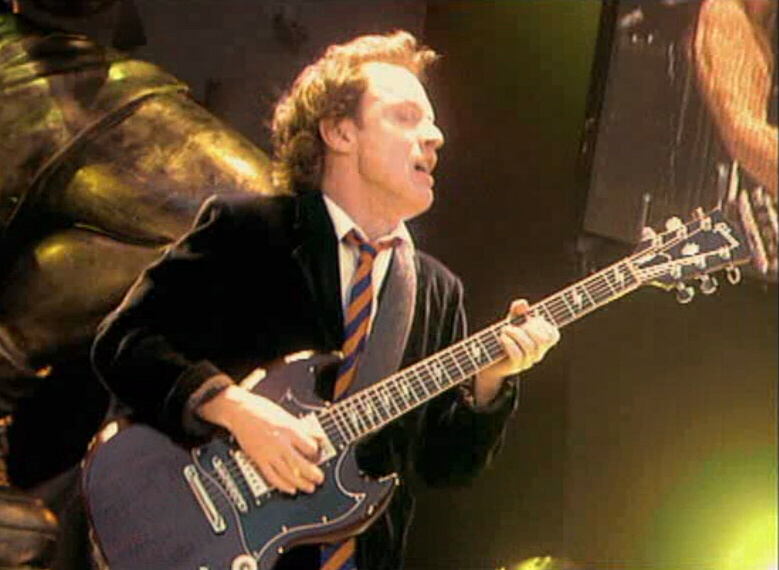
Ангус Янг

- Френк Ллойд (1886—1960) — американський кінорежисер та сценарист
- Алекс Грей (1899—1986) — канадський хокеїст.
- Еван Стюарт (*1957) — шотландський актор.

- Крейг Армстронг — кінокомпозитор («Мулен Руж!», «Реальна любов», «Рей»)
- Біллі Бойд — актор («Володар перснів»)
- Джек Брюс — бас-гітарист групи Cream
- Роберт Карлайл — актор («На голці»)
- Бенні Лінч — боксер
- Сер Томас Ліптон — засновник марки чаю Lipton
- Сер Джон Александер Макдональд — перший прем'єр-міністр Канади
- Алістер Маклін — письменник, автор гостросюжетних романів
- Чарльз Ренні Макінтош — архітектор
- Чарльз Макінтош — хімік, винахідник плаща-макінтоша
- Гордон Макленнан — політик, в 1976—1989 роках очолював Комуністичну партію Великої Британії
- Марк Нопфлер — музикант, співак, композитор, засновник групи Dire Straits
- Алан Пінкертон — засновник відомого детективного агентства
- Сер Вільям Ремзі — хімік і фізик, лауреат Нобелівської премії з хімії 1904 року
- Джиммі Сомервілль — співак, засновник групи Bronski Beat
- Сер Алекс Фергюсон — футболіст, тренер Манчестер Юнайтед
- Джеймс Джордж Фрейзер — антрополог, фольклорист і історик релігії
- Дерек Шульман — музикант, вокаліст групи Gentle Giant
- Ендрю Юр — економіст
- Ангус Янг — гітарист і автор пісень групи AC/DC
- Білл Патерсон — шотландський актор
- Джерард Батлер — актор

Глазго — батьківщина низки популярних музичних груп: Belle & Sebastian, Franz Ferdinand, The Fratellis, Mogwai, Primal Scream, Simple Minds, Texas, Travis

## Міста-побратими
- Гавана,  Куба
- Турин,  Італія
- Нюрнберг,  Німеччина
- Ростов-на-Дону,  Росія
- Марсель,  Франція[75]
- Далянь,  КНР
- Лахор,  Пакистан[76]
- Вифлеєм,  Палестина[77]
- Монпельє,  Франція
- Барселона,  Іспанія
- Монреаль,  Канада